# Mírová konference (Hvězdná brána)
Mírová konference (v anglickém originále Fair game) je 3. epizoda třetí řady seriálu Hvězdná brána.

## Děj
Na základně SGC je na návštěvě ministr obrany Arthur Simms a hovoří ke shromáždění u hvězdné brány. Během této události je kapitán Samantha Carterová povýšena do hodnosti majora. Ve chvíli, kdy k pultu přichází se svou řečí plukovník Jack O'Neill, je transportován bílým paprskem za šoku přihlížejících. Jack se nachází na palubě asgardské lodi Biliskner, kde jej přivítá Thór.
Thór oznámí plukovníkovi, že Vládcové soustavy plánují útok na Zemi poté, co Tau'ri svrhli Hathor. Vládcové soustavy mohou shromáždit mnohem silnější flotilu, než byla ta, které Tau'ri čelila v rukou Apophise. Asgardi mají problémy ve vlastní galaxii (nepřítele mnohem horšího než goa'uldi). A tak nabízí k ochraně Země a zabránění útoku její začlenění do smlouvy o chráněných planetách.

### Zajímavosti
- Nepřítel, o kterém se Thór zmínil, jsou Replikátoři (viz Nemesis (Hvězdná brána))
- Podle smlouvy o chráněných planetách nesmějí být na místě, kde se koná jednání, zbraně.
- Kronos je goa'uld, který vyslal Ashraka zabít Jolinar.
- Nirrti je prohlášena za vyvrhele poté, co chtěla zabít Kronose.
- Na planetách chráněných smlouvou nesmějí Asgardi nijak zasahovat svojí technologií.